# Phytoseius mixtus
Phytoseius mixtus är en spindeldjursart som beskrevs av Mohammad Nazeer Chaudhri 1973. Phytoseius mixtus ingår i släktet Phytoseius och familjen Phytoseiidae. Inga underarter finns listade i Catalogue of Life.